# Сталийска махала
Сталѝйска махала̀ е село в Северозападна България. То се намира в община Лом, област Монтана.

## История
В местността „Багачина“ е открит изключителен по обхват на време и територия тракийски култов център. Намира се на 2 км югоизточно от с. Сталийска махала. Височината Багачина представлява висока тераса близо до р. Лом. На нея е съществувало селище от каменно-медната епоха в продължение на хилядолетие. През селото преминава шосето Лом – Белоградчик, а край него жп. линията Лом – Брусарци.
Селото е съставено от две махали, фигурирали в турските регистри под наименованията „Ефлякофча“ – 1474 г. – Влашка махала и „Исталифча“ – 1564 г. – окупирана махала. Двете махали съществуват като отделни махали до 1955 г., когато се обединяват в едно. Махала Исталифча – Сталийска махала – възниква, както се споменава в турските архиви през 1564 г. на десния бряг на реката в непосредствена близост до нея, и до махала Ефлякофча. А това е основна причина да бъдат залети и двете махали през 1856 г. на 14 юни от голямото наводнение. Наложило се е жителите на Влашка махала да се изместят на по-високата част от терена, а тези от Сталийска махала да се преселят на левия бряг. В последните архиви на турската администрация селото фигурира под името Хаста-баба-Мехмед, което в превод значи „Болния баща Мехмед“. Главно поради това по-старите хора са казвали, че името на селото означава „Селото на болния турчин“.
Единственото по-солидно строителство в старото селище е било това на черквата през 1828 г. и училищна сграда при черквата през 1864 г. Черквата се изографисва през 1841/42 година. Пренасяики се на новото селище, селяните започват да строят по-солидни къщи. Те били изградени направо върху земята без основи, със землени тухли. Това са така наречените кирпичи, които са направени от земна кал, примесена с пшенична или ръжена слама. През 1926 г. е построена мелницата от трима ломчани. Жп. гарата е построена през 1912 г., сградата на кметството е издигната през 1937 г., а новата черква през 1936 г.
В началото на 1951 година, след блокада на селото от милицията и побоища над по-упоритите, повечето селяни са вкарани в основаното по-рано Трудово кооперативно земеделско стопанство, което дотогава е с ограничен обхват.
Кооперативната сграда е построена през 1960 г., читалището през 1963/64 г., новата училищна сграда през 1971/73 г. Електрификацията на селото се осъществява на няколко етапа през периода 1954 – 1958 година. Телефонизацията на селото станала през 1980 – 1981 г., когато се монтира автоматична телефонна централа в новопостроената комплексна сграда в центъра на селото.

## Религии
Църквата „Св. св. Петър и Павел“ е построена през 1834 г. В 1891 година в църквата работят дебърските зографи Кръстьо Николов и Константин Николов. Има много стенописи и каменна пластика. Иконите от нея са пренесени в новата църква „Успение Богородично“ от 1934 г.

## Културни и природни забележителности
Селото се дели на две махали. Тази откъм село Трайково се нарича Влашката махала, а тази от към с. Василовци – Сталийска махала. В селото има много преселници и от с. Орсоя, те са се заселили от страната към гр. Лом, образувайки третия квартал на селото – Орсойския.
Почти едновременно през 1903 г. в селото ни и в някои от съседните села се учредяват читалища. В Сталийска махала то е наименувано „Светилник“. По-късно става „Христо Ботев“, а от 1980 г. носи името на народния художник от селото ни Кирил Петров. През 1964 г. с държавни и общински средства се построява съвременна читалищна сграда в центъра на селото. До 1990 г. имало и театрална дейност в която са участвали предимно самодейци от селото и са радвали жителите си с добри изяви. Самодейния театрален състав участва и във фестивала на самодейните театри „Златен кестен“. На този етап библиотеката все още работи, но е слабо посещаема, децата черпят информация от интернет и забравиха за „непресъхващият извор на книгите“. От 10-на години насам цялото село се събира на центъра и така се празнуват празниците „Трифон Зарезан“ и „Тудорица“. Организират се сбирки на 8 март и Бабин ден, прави се коледна вечер и пролетна вечер.
През 2006 г. с. Сталийска махала е побратимено със с. Кнез от Сърбия. Двете села си размениха няколко гостувания, а ние намерихме верни приятели в братята сърби. От наша страна два пъти им организирахме топло посрещане и разходка из забележителностите в нашия регион. Надяваме се това лято също да ги посрещнем подобаващо. Наша група също гостува два пъти и бяха посрещнати с много песни и танци и възгласи „братя бугари“.

## Редовни събития
Всяка година от последната събота и неделя на месец август има събор.

## Личности
- Анастас Първанов (1924 – 2008), български политик от БКП
- Емил Червеняков (1918 – ?), български политик от БКП
- Иван Александров (1940 – 2010), български офицер, генерал-майор
- Цветомир Младенов (1986) бивш футболист,  бивш старши треньор на Дунав (Русе) и Спартак (Плевен).

### Спорт
След втората световна война е учреден спортен клуб „Христо Ботев“. По-късно е създаден стадион носещ същото име. През 80-те години отбора е прекръстен на „Червена звезда“, но през 1995 г. си връща името „Ботев“. През 2005 г. е учреден ФК „Алмус биър“ с президент Иво Иванов и спонсор на отбора Олег Методиев. Футболистите са подбрани прецизно и отбора жъне победи. През последните две години е неизменно на първо място, състезава се в АРФГ регион Монтана. През 2008 г. отборът достигна до 1/16 финали за купата на България и отпадна от ПФК „Видима-Раковски“ гр. Севлиево.